# NGC 7747
NGC 7747 (другие обозначения — PGC 72328, UGC 12772, MCG 4-56-5, ZWG 477.3) — спиральная галактика с перемычкой (SBb) в созвездии Пегас.
Этот объект входит в число перечисленных в оригинальной редакции «Нового общего каталога».